# Еритема
Еритема (грец. ἐρυθρός — червоний) —  ділянка почервоніння (гіперемії) шкіри або слизової оболонки у вигляді плями, яке зумовлене розширенням кровоносних судин сосочкового шару дерми. Плями розміром щонайменше з долонь дорослої людини слід розглядати як еритему. Один із симптомів запалення. Є елементом плямистого висипу, нерідким проявом багатьох захворювань. Рідше може входити до повної назви хвороби (зокрема, еритема Розенберга). 

## Етіологія
Характер змін у шкірі може бути фізіологічним, зумовленим збільшеним притоком крові через шкірні судини, або патологічним — найчастіше у результаті процесу, пов’язаного із запаленням, наприклад, фототоксична та фотоалергічна реакція, бешиха.
- фізіологічну еритему спричинює масаж, а також деякі речовини та препарати зовнішньої дії, або прийняті внутрішньо у фізіологічних межах доз.

- патологічна еритема є симптомом деяких інфекційних захворювань (зокрема бешихи, еризипелоїда); теплового, хімічного або променевого опіку шкіри, а також алергії (спостерігається при споживанні харчових продуктів, до яких у людини ідіосинкразія —  раки, яйця, цитрусові, ягоди, суниці, полуниці або ж деяких ліків (хінідин, антипірин). Може з'явитися і після опроміненням кварцом.

Почервоніння може виникати рефлекторно як реакція на відчуття сорому або гніву (емотивна еритема). Іноді причини появи еритем залишаються нез'ясованими. Наприклад, невідома етіологія токсичної еритеми новонароджених, але розвитку цього стану може сприяти незрілість сальних залоз.

## Патогенез
Виділяють активну і пасивну еритему:
- Активна — зазвичай розвивається при гострої запальної реакції шкіри, супроводжується набряком тканин, характеризується переважно артеріальним типом гіперемії.
- Пасивна — виникає внаслідок венозного стазу, має дифузний характер, синюшний (ціанотичний) відтінок, нечіткі межі, спостерігається при обмороженні.

Шкіра в зоні активної еритеми гаряча, яскраво-червоного кольору; плями при активній еритемі частіше округлі, при злитті кількох запалених плям еритема може бути гірляндоподібною.

## Класифікація
Еритеми у розділі «[L00 L99] Хвороби шкіри та підшкірної клітковини»:
- L.51. Еритема поліморфна
  - L.51.0 Еритема поліморфна небульозна
  - L.51.1 Еритема поліморфна бульозна
  - L.51.2 Токсичний епідермальний некроліз
  - L.51.8 Інша поліморфна еритема
  - L.51.9 Еритема поліморфна, неуточнена
- L.52. Еритема вузлувата
- L.53. Інші еритематозні стани
  - L.53.0 Токсична еритема
  - L.53.2 Кільцеподібний червоний вовчак
  - L.53.2 Ревматоїдна еритема
  - L.53.3 Інший вигляд хронічної еритеми
  - L.53.8 Інші визначені ериматозні стани
  - L.53.9 Еритематозний стан, неуточнений
- L.54. Еритема при хворобах, класифікованих в інших рубриках
  - L.54.0 Ревматоїдна еритема при гострій ревматичній атаці (I00+)
  - L.54.8 Еритема при інших хворобах, класифікованих в інших рубриках

У розділі «[P00-P99] Окремі стани, що виникають в перинатальному періоді»
- P83.10 Неонатальна токсична еритема

## Опис елемента висипу
Відноситься до первинних елементів висипу — плям. Виникає внаслідок злиття великих плям, утворених розширенням судин не тільки сосочкового шару шкіри, але й підсосочкового судинного сплетіння. Еритемою називають шкірну пляму розміром із долоню дорослої людини та більше. Пляма — ділянка шкіри або слизової оболонки різних розмірів і форми зі зміненим почервонілим забарвленням (гіперемія), що знаходиться на одному рівні з незміненою навколишньою шкірою. Еритема за рахунок деякого місцевого набряку може трохи підніматися над поверхнею шкіри.